# Blaž Lorković
Blaž Lorković (Novigrad na Dobri, 1839. január 29. – Zágráb, 1892. február 17.), horvát közgazdász, jogász, író, politikus, akadémikus, egyetemi tanár, a Zágrábi Egyetem rektora, a horvát politikai gazdaságtan megteremtője.

## Élete és munkássága
A Károlyváros melletti Novigrad na Dobriban született 1839. január 29-én parasztcsaládban, Pavle és Julka Lorković egyetlen gyermekeként. 1851-től a Varasdi Gimnáziumba járt iskolába, ahol kiválóan tanult, majd 1854-ben nagybátyja segítségével és a Kapronca melletti Apajkeresztúr falu plébánosának rábeszélésére Zágrábba költözött. Zágrábban egy püspöki árvaházban helyezték el. Miután 1857 októberében befejezte középiskolai tanulmányait szülei, valamint nagybátyja megelégedésére papi pályára lépett, és az érseki szemináriumba ment. Szemináriumi tartózkodása alatt néhány irodalmi folyóiratot szerkesztett, és harcolt a németesedés ellen. 1861 elején a kulturális téren némileg javuló cselekvési lehetőségek lehetővé tették új lapok megjelenését. Ilyen volt a Zágrábban megjelenő „Naše gore list”, mellyel virágzó együttműködést épített ki, és már megjelenésének első évében két novellát is közölt benne. Az első szerkesztő, Jurković távozása után Lorković vette át a szerkesztői munkát és sok saját szöveget, rövid híreket írt bele. Intenzív irodalmi és szerkesztői munkája ellenére azonban nem hanyagolta el a Zágrábi Főegyházmegye szemináriumi feladatait sem.
1862. február 17-én elbúcsúzott a szemináriumtól. 1863 októberében rendes hallgatóként beiratkozott a zágrábi Királyi Jogakadémia Jogi Karára, ahol minden vizsgát időben és sikeresen teljesített. 1867 júliusában befejezte négyéves jogtudományi tanulmányait. Jogi tanulmányait Grazban folytatta, ahol 1871-ben jogi doktori címet szerzett. 1871. december 16-án helyettesítő tanár lett a Királyi Jogakadémián. 1876-77-ben és 1885-86-ban a Zágrábi Egyetem Jogi Karának dékánja, 1883-84-ben az egyetem rektora volt. Szépirodalmi munkásságát a Jogakadémián és a szakmai egyesületeknél végzett tudományos és pedagógiai munkák váltották fel. Ekkor született Lorković legjelentősebb tudományos munkája „Počela političke ekonomije ili nauke obćega gospodarstva” (A politikai gazdaságtan kezdetei vagy az általános közgazdaságtan tudománya), amelyet a Matica hrvatska adott ki 1889-ben a horvát kereskedőknek szánt kiadványsorozat részeként. Szépirodalmi munkáit az akkori legjelentősebb horvát irodalmi folyóiratokban (Vienac, Naše gore list) publikálta. 1875 és 1878 között országgyűlési képviselő, 1881 és 1885 között önkormányzati képviselő volt. 1890-től a Jugoszláv Tudományos és Művészeti Akadémia (JAZU) rendes tagja volt.

## Főbb művei

### Tudományos munkák
- Počela političke ekonomije ili nauke obćega gospodarstva
- Razgovori o narodnom gospodarstvu
- Razgovori o narodnom gospodarstvu. Po francezkom od J. J. Rapeta.

### Szépirodalmi művek
- Ljubav i vjernost (elbeszélés),
- Nekoliko tajnih listića (elbeszélés),
- Sliepac (novella),
- Nevjera (elbeszélés),
- Putne sgode i nesgode (útleírás),
- Ples (novella),
- Pod kruškom (kisnovella),
- Iznimke (elbeszélés),
- Posrednik (elbeszélés),
- Pisanice (elbeszélés),
- Prekasno (elbeszélés),
- Kažnjena taština
- Mejdan na moru (novella),
- Izpoviest (regény),
- Otac i kći (elbeszélés),
- Prošlost i sadašnjost,
- Hrvati i Srbi (politikai publicisztika).

## Díjak
- Az Ivan Nepomuk Drašković Alapítvány díja 1879-ben a „Razgovori o narodnom gospodarstvu. Po francezkom od J. J. Rapeta” című művééert
- Az Ivan Nepomuk Drašković Alapítvány díja 1883-ban „Žena u družtvu i u kući.” című művéért.

## Emlékezete
- Az ő arcképe látható a Horvát Hajnalcsillag-rend közgazdasági tagozatának érméjén.
- 1928 óta Zágrábban utca viseli a nevét.[4]